# NGC 425
NGC 425 (другие обозначения — UGC 758, MCG 6-3-23, ZWG 520.26, IRAS01102+3830, PGC 4379) — спиральная галактика типа S в созвездии Андромеда. Открыта 29 октября 1866 Трумэном Саффордом. Расстояние до галактики оценивается по красному смещению спектра в 86 Мпк.
Этот объект входит в число перечисленных в оригинальной редакции «Нового общего каталога».